# SOR NB 18
SOR NB 18 – przegubowy autobus produkcji czeskiego SOR Libchavy. Posiada 5 par drzwi, wszystkie dwuskrzydłowe. Długość wynosi 18,75 metra, całkowicie niskopodłogowy.

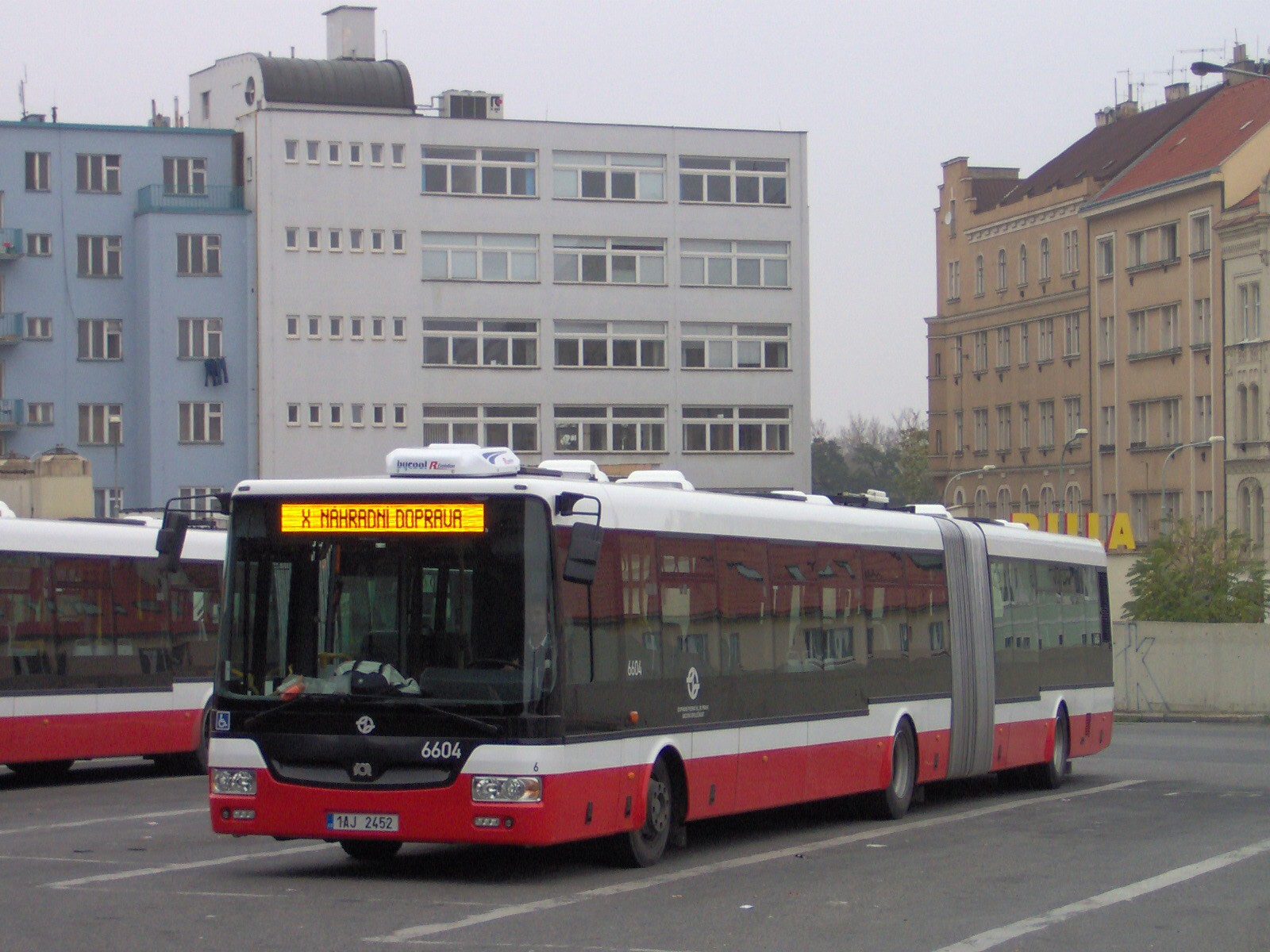
SOR NB 18 w Pradze
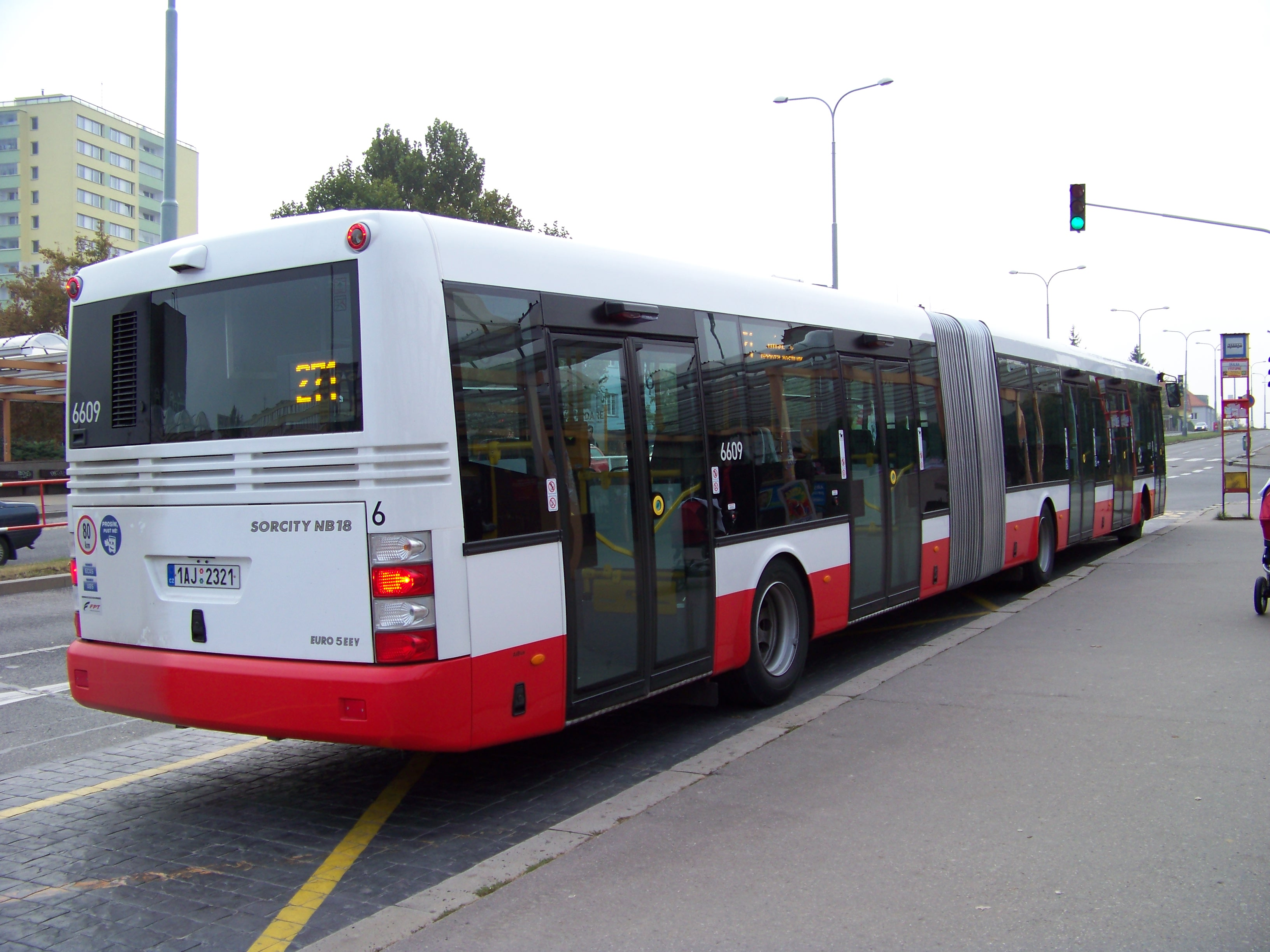
Tył
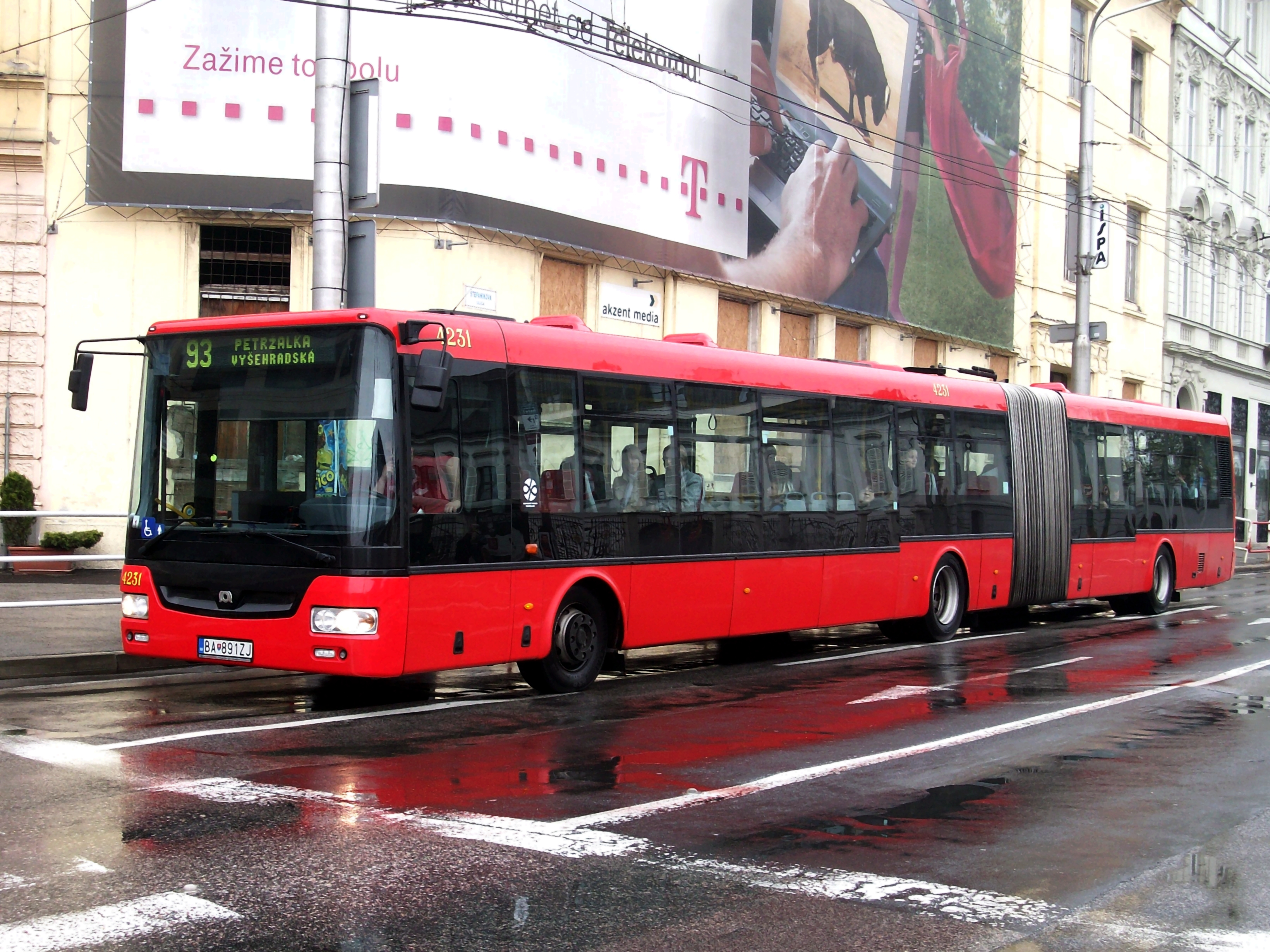
SOR NB 18, Bratysława
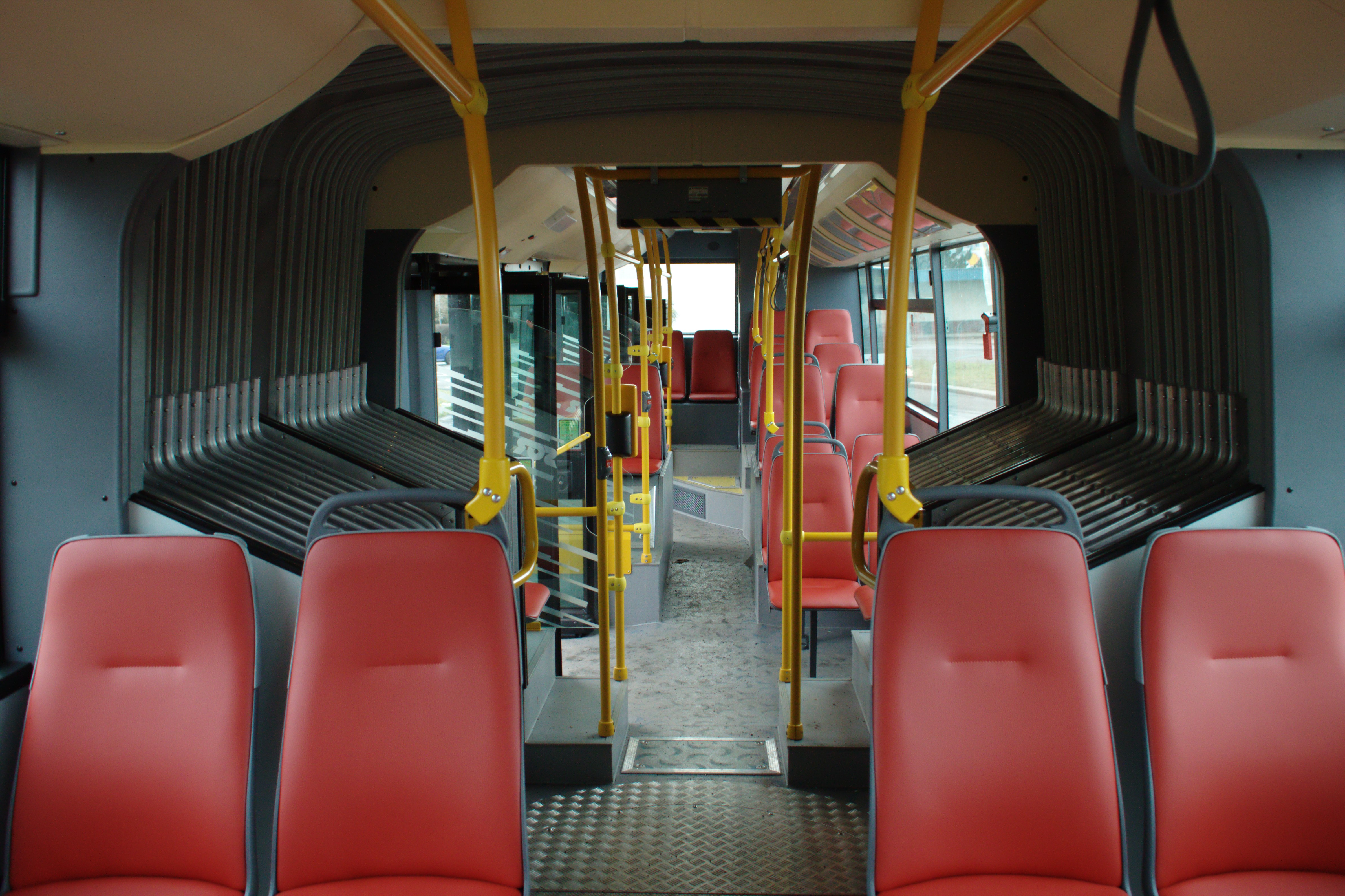
Wnętrze